# Trebel (fiume)

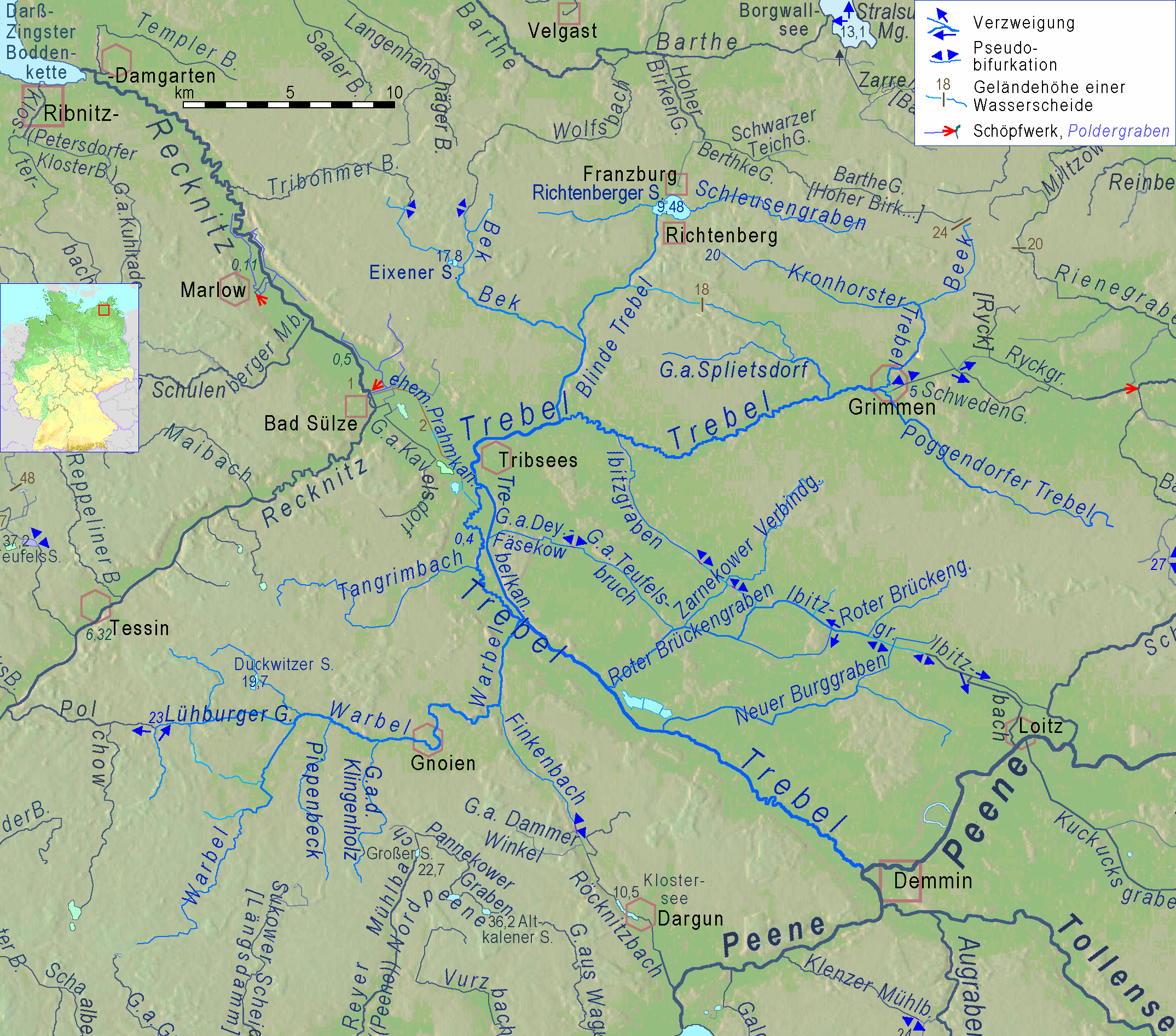
Il Trebel nel bacino del Peene.

Il Trebel è un fiume che attraversa il Land del Meclemburgo-Pomerania Anteriore. La sua lunghezza di 87 km ne fa il fiume più lungo del Land (in realtà questa lunghezza comprende anche quella dell'affluente Poggendorfer Trebel, diversamente essa si riduce a 69,5 km se la si misura dalla confluenza con il Poggendorfer e il Kronshorster Trebel, ma anche in questo caso rimane sempre il fiume più lungo del Land)
Il nome proviene dallo slavo e significa "fiume che attraversa Rodeland". Il fiume viene citato per la prima volta nel 1285 con il conferimento del rango di città a Tribsees da parte di Wizlaw II, principe di Rügen.
Poiché nella Pomerania anteriore fra Stralsund, Tribsees, Demmin e  Greifswald vi sono numerose valli di origine glaciale (Urstromtal), Il Trebel, attraverso fossati e ruscelli forma una rete con molti altri corsi d'acqua.

## Percorso
Il Poggendorfer Trebel, quale corso d'acqua originario dalla sorgente, sgorga nel territorio comunale di Süderholz (frazione Zarnewanz) ad un'altezza di 22,5 m s.l.m. mentre il Kronhorster Trebel, l'altro corso d'acqua originario dalla sorgente che forma il Trebel, sgorga a sud-est di Franzburg. Entrambi confluiscono a Grimmen, a 3,8 m s. l. m.

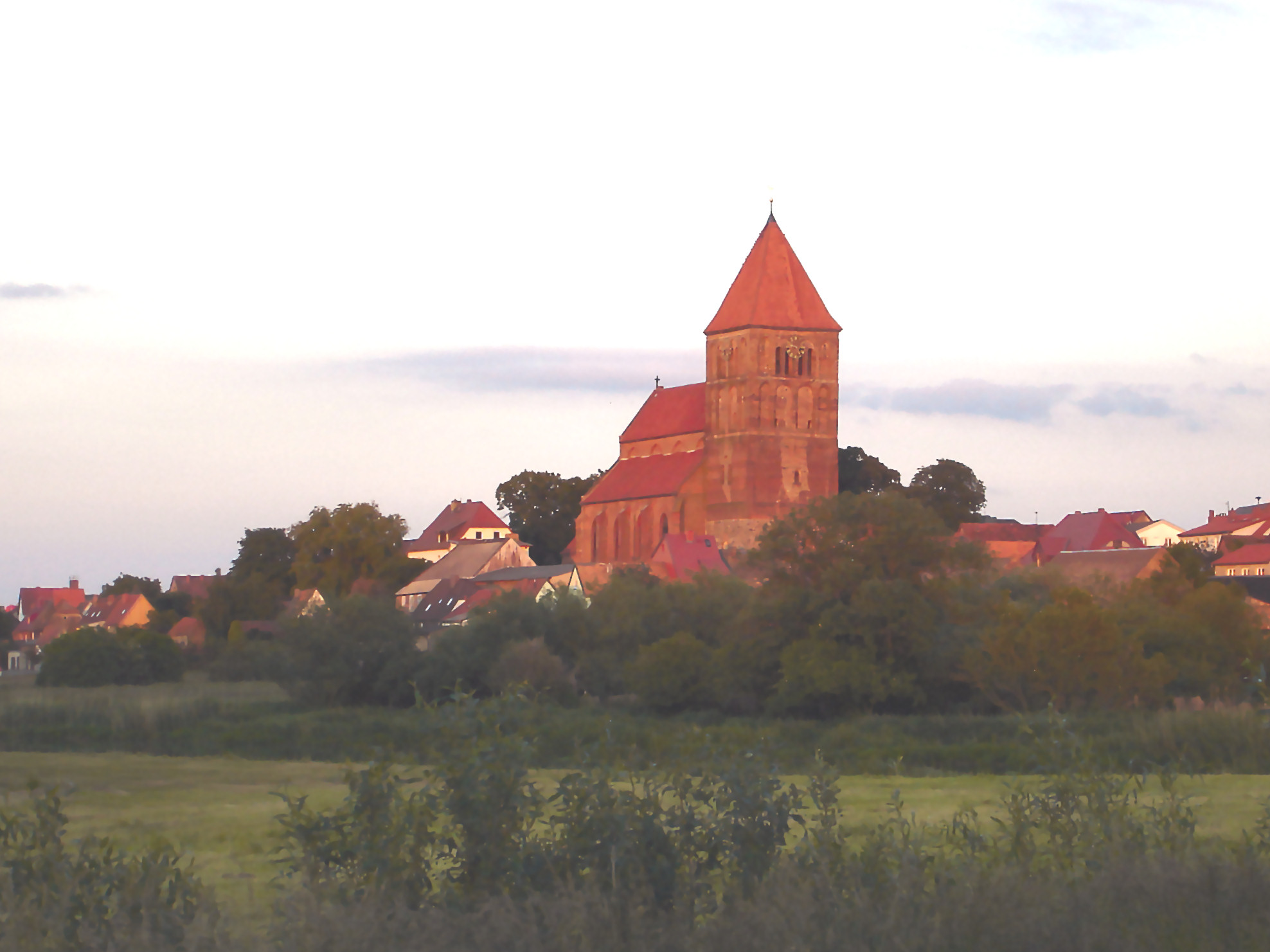
Tribsees con il Trebel

Da Grimmen il Trebel scorre attraverso Quitzin in direzione ovest. Circa tre chilometri dopo, a nord di Franzburg, riceve le acque del Blinde Trebel ad un'altezza s.l.m. di 0,8 m., quindi intorno a Tribsees volge verso sud. Qui fino all'inizio del XX secolo vi era un piccolo canale navigabile lungo circa 6 km che collegava il Trebel al Recknitz nel comune di Bad Sülze. Dall'inizio dell'ansa del Trebel appena al di sopra Tribsees fino alla sfocio del Peene nel Peenestrom presso Anklam, il fondo del fiume sta generalmente sotto il livello del mare, come nel Recknitz da Bad Sülze.
Da Tribsees fino a poco prima di Demmin il Trebel costituisce lo storico confine tra il Meclemburgo e la Pomerania Anteriore, in parte come confine meridionale del Circondario della Pomerania Anteriore-Rügen, Negli anni 1950 un tratto naturale del fiume al di sotto di Tribsees fu sostituito dal Trebelkanal. Dopo l'immissione delle acque del Warbel presso Bassendorf (Deyelsdorf), il Trebel scorre progressivamente verso sud.
Nel triangolo formato dal corso verso nord e verso sudovest del Trebel si trova una complicata rete di fossati con differenti direzioni di flusso, che sono collegati l'uno all'altro e a numerosi punti del Trebel e del Peene. Ad essi appartengono l'Ibitzgraben e l'Ibitzbach tra Siemersdorf an der Trebel e Loitz an der Peene e il Rote Brückengraben, tra  Ibitzgraben e Nehringen an der Trebel (Grammendorf).
A Demmin il Trebel sfocia nel Peene a 0,1 m s.l.m.

## Turismo e natura
Il fiume è un noto ed amato corso d'acqua per canottaggio e pesca.
Negli anni dal 1998 al 2001, nel quadro del progetto LIFE+, furiono eseguite enormi misure di rinaturalizzazione nella zona da Grenztalmoor a Bassendorf, con lo scopo di ottenere il corso naturale delle acque e riportare la palude rinsecchita allo stato umido di prima.